# 리나 로메이
리나 로메이(Rosa Maria Almirall Martínez, 1954년 6월 25일 ~ 2012년 2월 15일)는 스페인의 영화 감독, 영상 편집자, 각본가, 영화배우이다.
바르셀로나에서 태어났으며 말라가에서 사망하였다. 사인은 암이다.

## 영화
- 로사 베네치아(2003년)
- 뱀파이어 정션(2001년)
- 부드러운 육체(1998년)
- 다운 타운의 폭력(1994년)
- 배신자(1989년)
- 페이스레스(1988년)
- 살아있는 시체들의 맨션(1985년)
- 리벤지 인 더 하우스 오브 어셔(1983년)
- 마쿰바 섹슈얼(1983년)
- 유령전사(1982년)
- 폰타네로(1981년)
- 일사 3 - 악질 간수(1977년)
- 여감방 3(1975년)
- 에로틱 킬(1973년)